# Пордашинці
Пордашинці (словен. Pordašinci) — поселення в общині Моравське Топлице, Помурський регіон, Словенія. Висота над рівнем моря: 216,5 м.